# Paratanytarsus atrolabiatus
Paratanytarsus atrolabiatus är en tvåvingeart som först beskrevs av Birkula 1936.  Paratanytarsus atrolabiatus ingår i släktet Paratanytarsus och familjen fjädermyggor. Inga underarter finns listade i Catalogue of Life.